# Polysphincta naranjae
Polysphincta naranjae är en stekelart som beskrevs av Gauld, Ugalde och Paul E. Hanson 1998. Polysphincta naranjae ingår i släktet Polysphincta och familjen brokparasitsteklar. Inga underarter finns listade i Catalogue of Life.